# Tateyama, Toyama
Tateyama (japanska: 立山町?, Tateyama-machi) är en landskommun i Toyama prefektur i Japan.
Tateyama är den ena ändpunkten för turistleden Tateyama Kurobe Alpine Route. Leden är 37 km lång och börjar på 475 m ö.h. och når sin topp på 2 450 m ö.h.  
Leden består av sju olika delsträckor med fyra olika transportmedel; bergbana, buss, trådbuss och linbana samt en promenad över en kraftverksdamm.